# Франция на зимних Олимпийских играх 1998
Результаты выступления сборной команды Франции на зимних Олимпийских играх 1998 года, проходивших в Нагано, Япония. Сборная Франции выступала в 18-й раз и заняла в общекомандном медальном списке 13 место. Честь страны защищали 106 спортсменов (из них 31 женщина) в двенадцати видах спорта. Французские спортсмены не выступали в кёрлинге и санном спорте. Сборная удостоилась восьми наград, из них две золотые, одна серебряная и пять бронзовых.

## Медалисты
| Медаль  | Спортсмен                                              | Вид спорта        | Дисциплина                                              |
| ------- | ------------------------------------------------------ | ----------------- | ------------------------------------------------------- |
| Золото  | Жан-Люк Кретье                                         | Горнолыжный спорт | Мужчины, скоростной спуск                               |
| Золото  | Карин Рюби                                             | Сноуборд          | Женщины, гигантский слалом                              |
| Серебро | Себастьян Фукрас                                       | Фристайл          | Мужчины, акробатика                                     |
| Бронза  | Марина Анисина Гвендаль Пейзера                        | Фигурное катание  | Танцы на льду                                           |
| Бронза  | Филипп Канделоро                                       | Фигурное катание  | Мужчины, одиночное катание                              |
| Бронза  | Флоранс Манада                                         | Горнолыжный спорт | Женщины, скоростной спуск                               |
| Бронза  | Брюно Минжон Эммануэль Осташ Эрик Ле Шанони Макс Робер | Бобслей           | Мужчины, четвёрки                                       |
| Бронза  | Сильвен Гийом Николя Баль Людовик Ру Фабрис Ги         | лыжноe двоеборьe  | Мужчины, средний трамплин К90 и командная гонка 4×5 км. |